# Migración túrquica

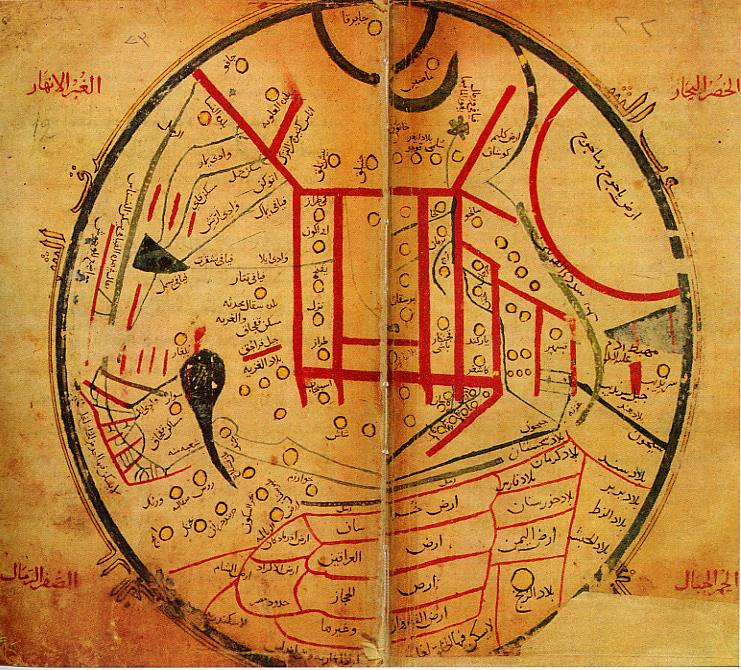
Mapa de Mahmud al-Kashgari 's Divanu Lughat al-Turk, que muestra la distribución de tribus túrquicas en el

La estepa póntica, c. 650, que muestra los primeros territorios de los jázaros, búlgaros y ávaros

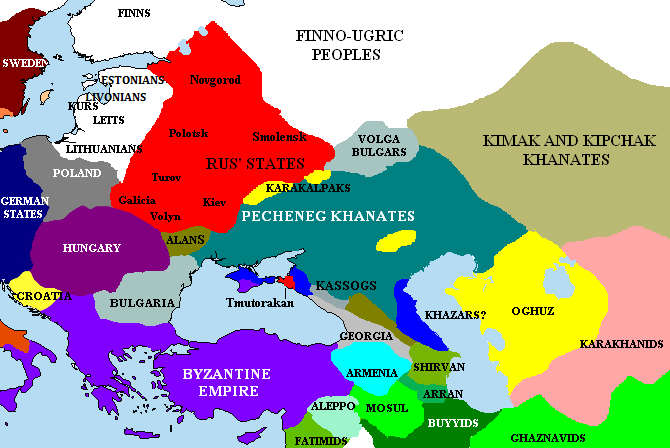
Europa mostrando el área del asentamiento principal de los pechenegos, c. 1015

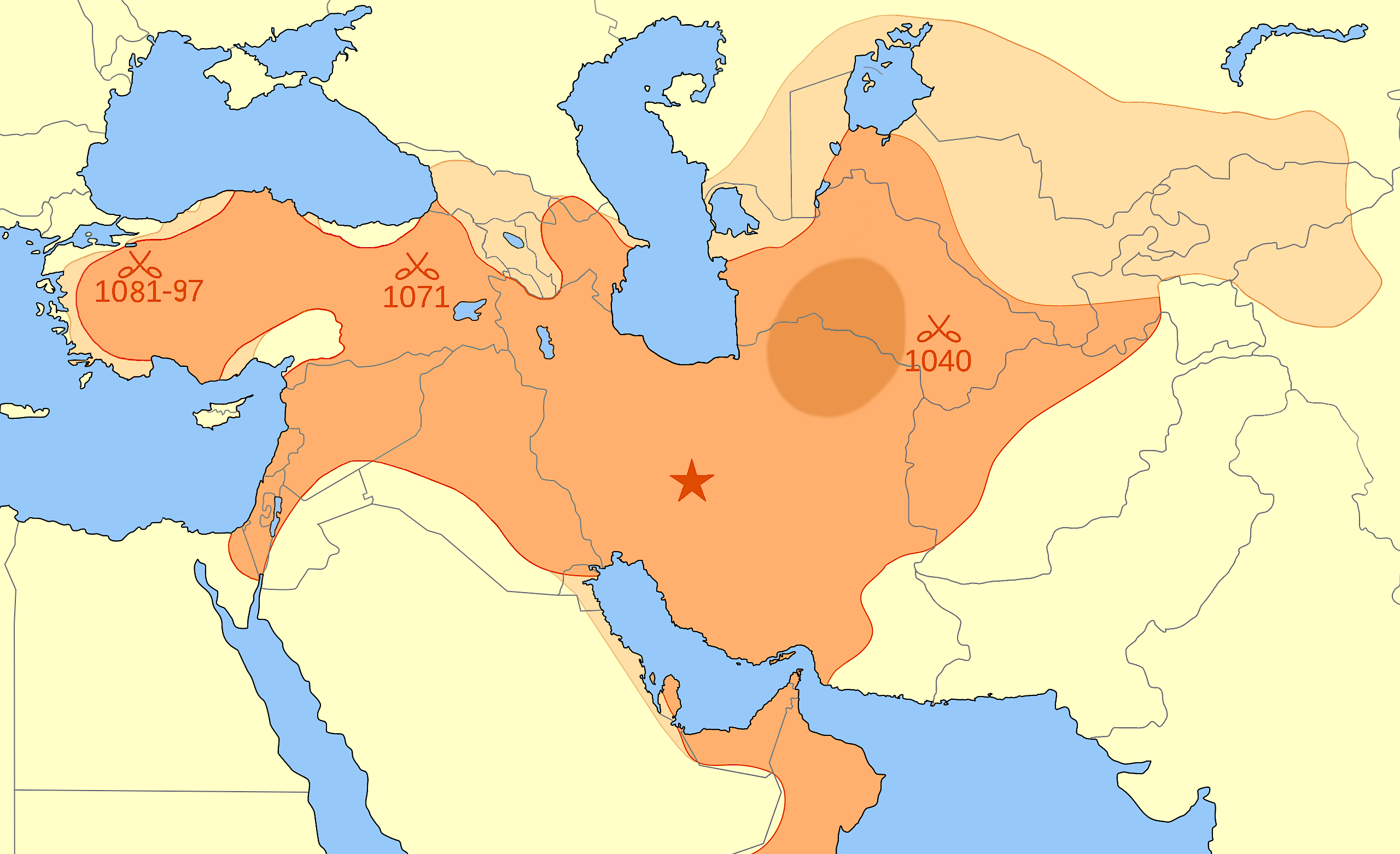
El gran imperio selyúcida en 1092, tras la muerte de Malik Shah I

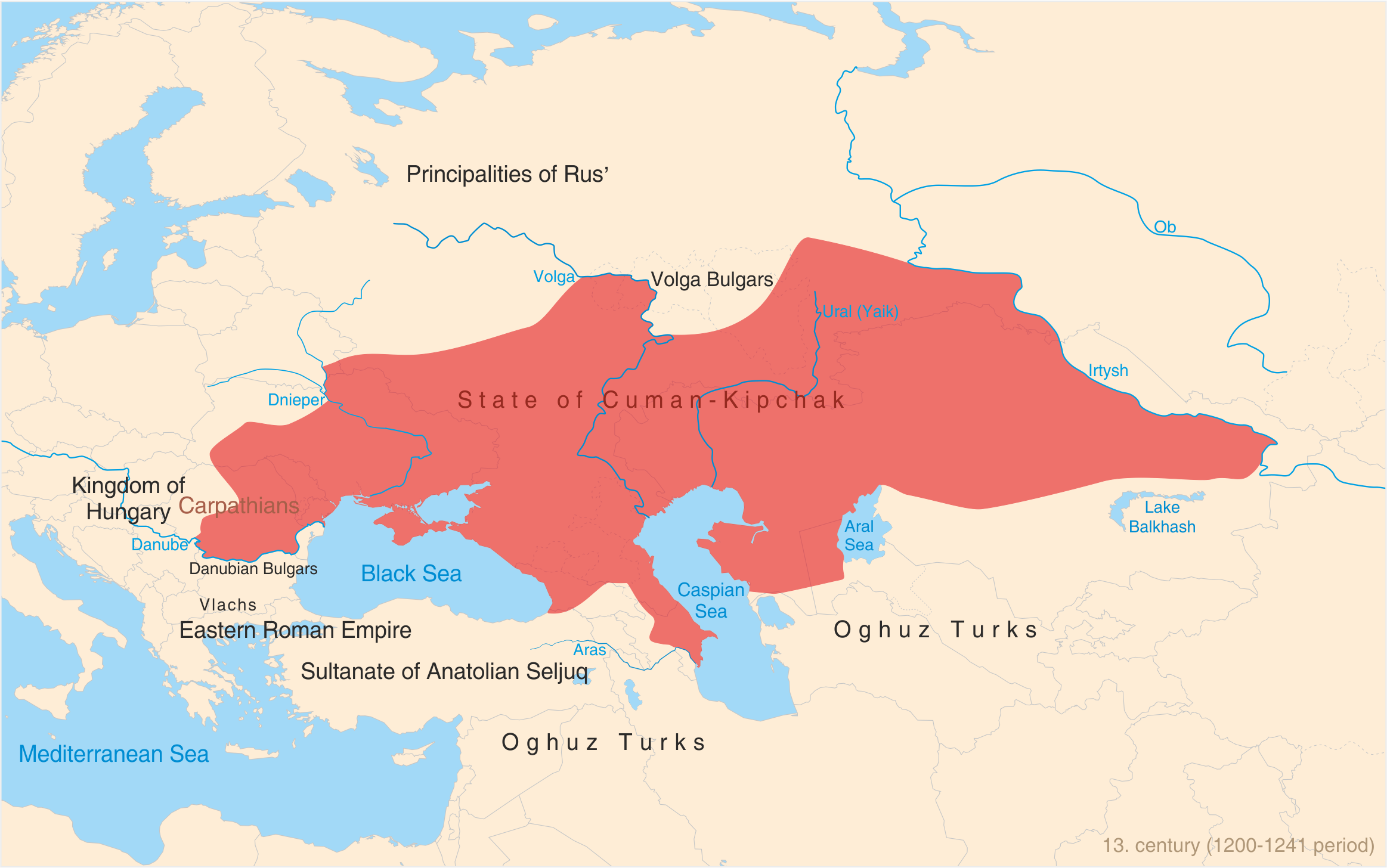
Cumanía en Eurasia hacia el año 1200

La migración túrquica fue la expansión y colonización de las tribus túrquicas y sus lenguas en Asia central, Europa oriental y Oriente Medio, principalmente entre los siglos VI y XI. La región de origen de los pueblos túrquicos es desde el sur de Siberia al norte de Mongolia y desde el este de Siberia al norte y al oeste de Manchuria.
Las tribus túrquicas identificadas como Xiongnu —Hǜņnu-Huns— ya eran conocidas en el siglo III a. C. y en el siglo X EC la mayor parte de Asia Central ya había sido invadida por las tribus túrquicas. La dinastía de los selyúcida invadió Anatolia a partir del siglo XI, y finalmente dio lugar a un asentamiento permanente de túrquicos en esa región. Mientras tanto, otras tribus túrquicas o bien formaron naciones independientes, como Kirguistán, Turkmenistán, Uzbekistán y Kazajistán o formaron enclaves dentro de otras naciones, como Chuvashia. Los pueblos túrquicos también sobrevivieron en su lugar original, como la república rusa de Sajá, así como en otros lugares dispersos del Lejano Oriente.

## Poblaciones ancestrales
Los primeros pueblos túrquicos que de una forma científica están documentados aparecen como tribus nómadas en las llanuras del Lejano Oriente al norte de la Gran Muralla China, que fue construida como una frontera fortificada esencialmente entre la dinastía Han (206 a. C.-220 d. C.) China (aunque comenzó antes) y la Xiongnu.

### Registros del Gran Historiador
Se cree que la población ancestral de los túrquicos incluyó a los Xiongnu de Mongolia a lo largo del río Yenisei superior en Siberia, el área de la  lengua Tuvan contemporánea, conocida a partir de fuentes históricas. La crónica de la Dinastía Han de los Xiongnu, incluida en los Registros del Gran Historiador del siglo II a. C., traza una historia legendaria de ellos miles de años antes que los Han en torno a un ancestro legendario, Chunwei, un supuesto descendiente de los gobernantes chinos del Dinastía Xia, hacia los años 2070 a 1600 a. C.. Chunwei vivió entre los «Bárbaros de las montañas» Xianyuno Hunzhu. Los nombres de «Xianyun» y «Hunzhu» pueden relacionarse con los túrquicos, quienes luego dijeron haber sido trabajadores del hierro y haber conservado un santuario nacional en una cueva de montaña en Mongolia.
Aparentemente, los Xiongnu comprendían varias tribus y grupos geográficos, no todos los cuales probablemente eran túrquicos y solo considerando la etnia mixta posterior. Los Registros de la Gran Historia mencionan a los Mianshu, Hunrong y Diyuan al oeste de Long; los Yiqu, Dali, Wiezhi y Quyan al norte de las  montañas QiLiang  y los ríos  Jing y  Qi; los «Forest Barbarians» y Loufan al norte de  Jin y los bárbaros orientales y los bárbaros de las montañas, al norte de  Yan. Más adelante, el tratado científico menciona a otros.
Aparentemente hubo muchos de estos últimos. A finales de la Dinastía Xia, alrededor de 1569 a. C. según los registros de la Gran Historia, los chinos fundaron una ciudad, Bin, entre la tribu Rong de los bárbaros. En 1269, el Rong y el Di forzaron la reubicación de Bin. Alrededor de 1169 a. C., la tribu Quanyishi fue atacada por la dinastía Zhou, que en 1159 obligó a todos los bárbaros a convertirse en «los desechos sumisos» al norte de los ríos Jing y  Luo. En 969 aC el «rey Mu atacó la Quanrong y trajo consigo cuatro lobos blancos y cuatro ciervos blancos ...» Los primeros pueblos túrquicos creían que los chamanes podían cambiarse de forma tomando la de lobos.
En 769 «Marqués Shen de Zhou» reclutó la ayuda de los Quanrong para rebelarse contra el Emperador Tú. Los bárbaros no se retiraron, sino que se llevaron a Jiaohuo entre los ríos Jing y Wei y desde allí saquearon el centro de China, pero fueron expulsados. En 704, los bárbaros de las montañas atravesaron a Yan, y en 660 a. C. atacaron al emperador Zhou Xiang en Luo. Él había descartado a una reina bárbara por lo que los bárbaros pusieron a otro en el trono. Continuaron saqueando hasta que fueron expulsados en 656 aC
Posteriormente, los chinos expulsaron al Di y subordinaron a todos los Xiongnu, al menos temporalmente. Alrededor del año 456 aC, los chinos se llevaron a los Dai con ellos. La tribu Yiqu intentó construir fortificaciones pero las perdió ante los chinos en este período de su expansión. Aquí el detalle de la narración aumenta a medida que se trata del ascenso de la dinastía Qin de 221-206 a. C., que sin duda es principalmente histórico y no legendario. El Qin mantuvo a raya al Xiongnu. 

### Pastores ecuestres del noreste
Al tratar de responder preguntas sobre la  raza de los hablantes de  proto-túrquico, ni los estudios antropométricos ni los genéticos han proporcionado respuestas concluyentes. Los análisis de ADN encuentran afinidades entre las poblaciones de Eurasia occidental en el oeste, en las poblaciones del noreste asiático en el este, y una mezcla de ambas en un gradiente intermedio. Estas circunstancias genéticas sugieren que los principales cambios «raciales» en esta vasta región ocurrieron en un momento anterior, más temprano, que la propagación de las lenguas túrquicas; los idiomas pueden haber evolucionado entre poblaciones que ya estaban mezcladas.

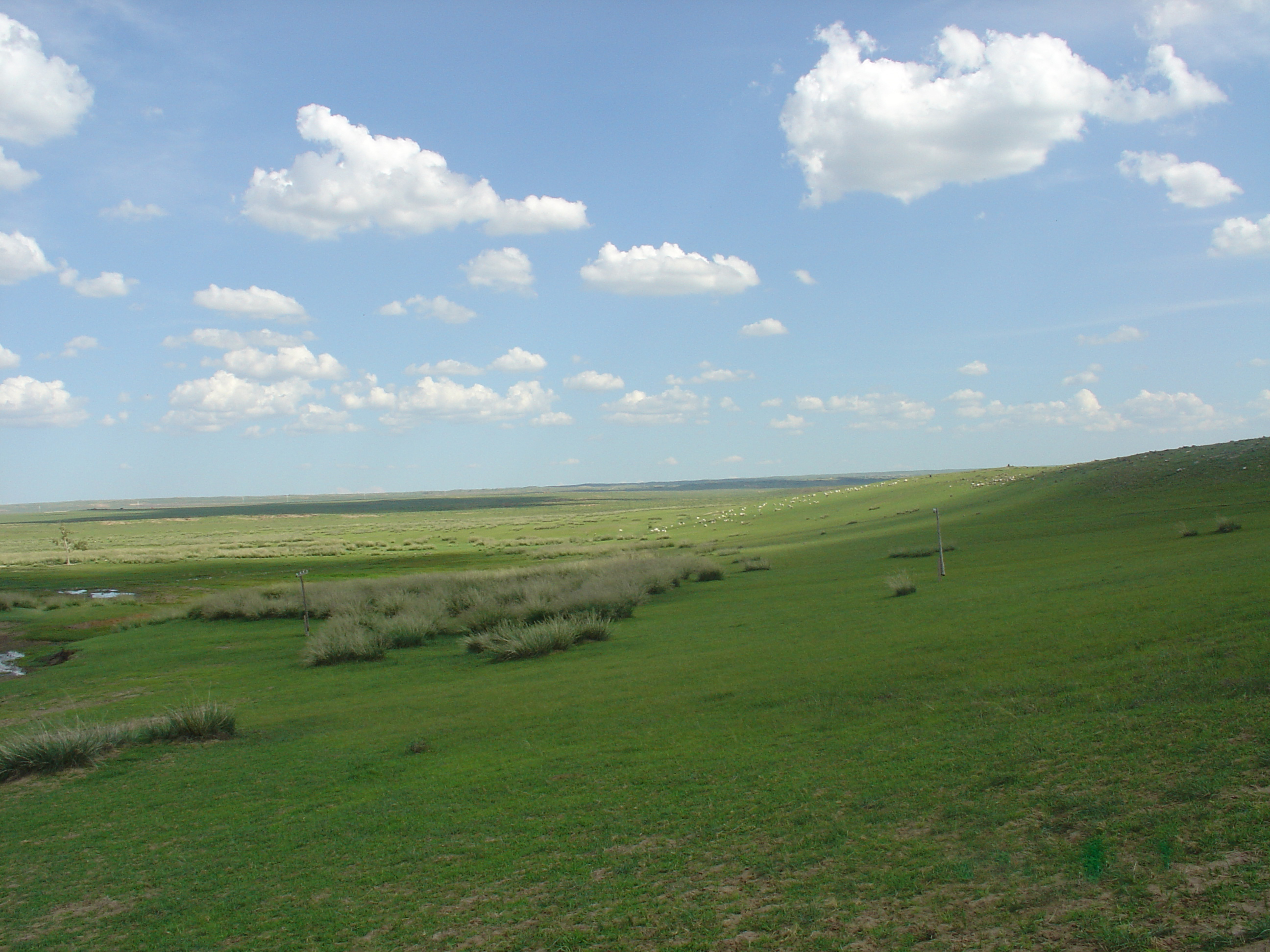
Pastizales en Mongolia Interior

Con respecto a la génesis cultural de los hunos, la Cambridge Ancient History of China afirma: «A comienzos del siglo VIII a.C., en toda Asia interior aparecieron comunidades pastoriles que daban origen a sociedades guerreras». Estos eran parte de un cinturón más grande de «pueblos pastoriles ecuestres» que se extendía desde el Mar Negro hasta Mongolia, que los griegos conocían como los  escitas. Los escitas en el oeste eran iraníes, hablaban uno de entre los muchos idiomas; en última instancia descendientes de  protoindoeuropeos, cuyos oradores mismos también tienen la hipótesis de haber ocupado la estepa póntica-caspia, según la teoría principal de orígenes indoeuropeos, el  modelo Kurgan. Las comunidades del cinturón al norte de China, una región históricamente de Mongolia interior, fueron los Proto-Xiongnu.

### Xiongnu

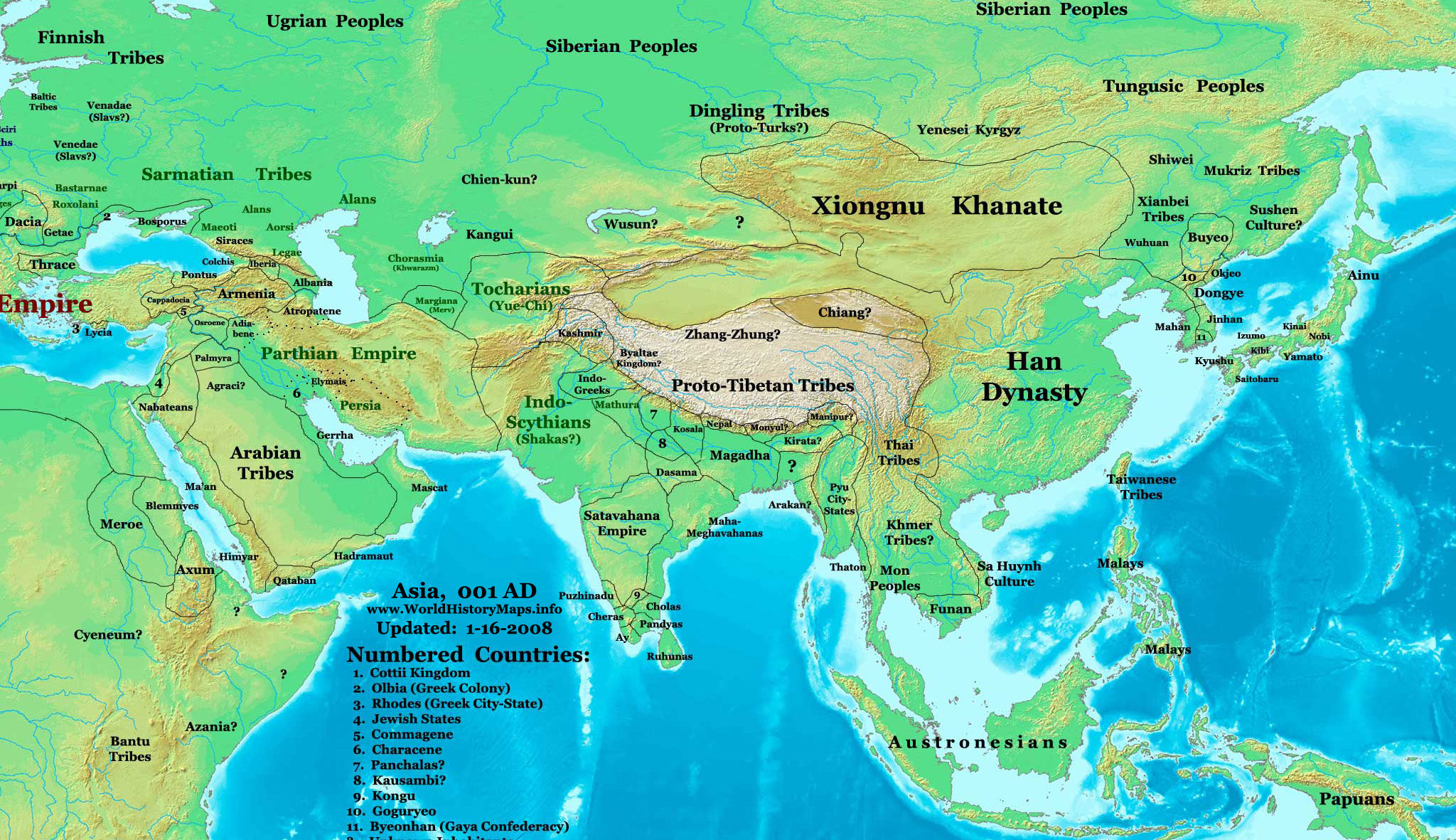
La dinastía Han y Xiongnu

La campaña de Qin contra el Xiongnu del 215 a. C. mantuvo a los Xiongnu a raya, expulsándolos de la región de Ordos y apoderándose de ella. Los problemas resurgieron después de la dinastía Qin. El Xiong-nu atacó a Shanxi de los Han en 201 a. C.. El emperador Gaozu de Han los compró con jade , seda y una esposa china para el Shanyu, o líder. Las relaciones con los Xiongnu continuaron siendo problemáticas y en 133 a. C. el Emperador Wu de Han procedió contra ellos con 300 000 hombres. Ochenta y un años y catorce expediciones más tarde, en el 52 a,C,, el sur de Xiongnu se rindió y el norte desistió de las incursiones. Las expediciones militares de la Dinastía Han continuaron cerca de la frontera de China, en la Guerra Han-Xiongnu, y en el año 89 d. C. el estado de Xiongnu fue derrotado y extinguido rápidamente.
Una ronda especialmente severa de rebelión nómada a principios del siglo IV ha llevado a la identificación segura de los Xiongnu con los hunos. Una carta (Carta II) escrita en el antiguo idioma sogdiano extraída de una torre de vigilancia de la dinastía Han en 1911 identificó a los perpetradores de estos eventos como el xwn', «Huns», que apoya la identificación de 1758 de Guignes. La equivalencia no estaba de acuerdo con los críticos de Otto J. Maenchen-Helfen, quien argumentó que xwn era un nombre genérico y que podía referirse a cualquiera. Más recientemente se aportaron otras pruebas: Zhu Fahu, un monje, tradujo la palabra «Hūṇa» en sánscrito en el Tathāgataguhya Sūtra y en el Lalitavistara Sūtra como «Xiongnu». Vaissière reconstruyó la pronunciación como «*Xi w ong nuo». Además, el Libro de Wei declara que el rey de los Xiongnu mató al rey de Sogdia y tomó el país, un evento que es datable en la época de los hunos, quienes hicieron exactamente eso; en resumen, «... el nombre de los hunos es un referente preciso y no genérico».

## Hunos

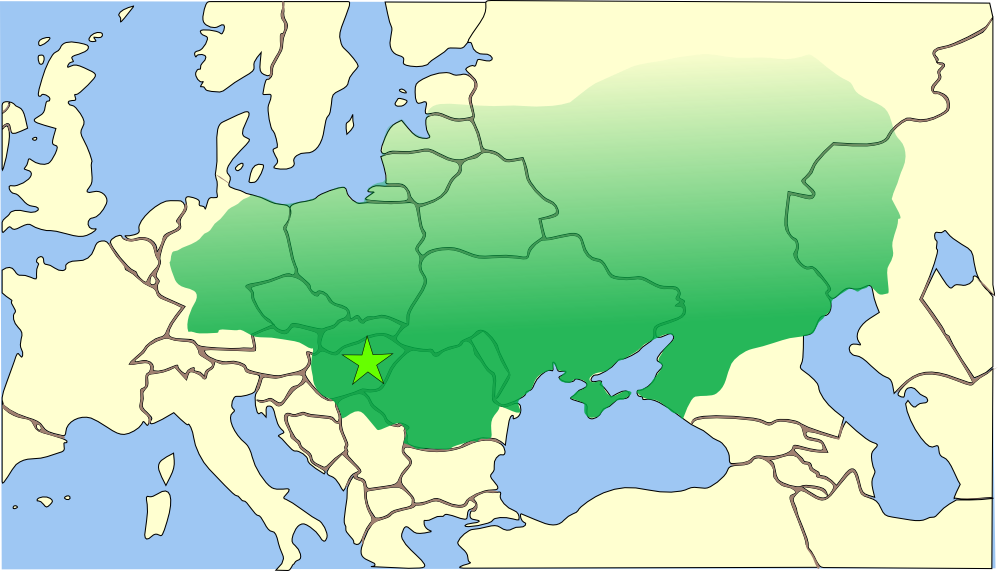
El Imperio huno de alrededor de 450 d. C. visto por autores europeos. Las marcas de estrellas son puntos donde los nómadas hunos eligieron acampar, la llanura húngara, una especie de enclave de país estepario en una región montañosa

### Identidad de los Hunos
Mientras que su identidad real todavía se debate, los hunos se han considerado a menudo un pueblo de Turkic, y a veces se asociaron con el Xiongnu.  Orosius sitúa a los hunos cabalgando sobre los ostrogodos en el año 377 d. C., cogiéndolos por sorpresa, ya que estaban «largamente aislados por montañas inaccesibles» y aparentemente con una existencia hasta ahora insospechada. Cualesquiera que hayan sido sus razones para hacer tal afirmación, él y los godos podrían haber encontrado una amplia referencia a los hunos en los geógrafos clásicos, como  Plinio y  Ptolomeo; de hecho, algunos ya estaban en Europa. Las montañas eran míticas ya que los ostrogodos estaban ubicados en la estepa póntica, un blanco fácil para la caballería húngara.
Mientras tanto, en Europa incorporaron a otros pueblos como los godos, eslavos y alanos.
Los hunos no estaban alfabetizados (de acuerdo con Procopio) y no dejaron ningún resto lingüístico con el que identificarlos, excepto sus nombres, que derivan de germánico, iraní, turco, desconocido y una mezcla de ellos. Algunos, como Ultinčur y Alpilčur, son como nombres túrquicos que terminan en -óor, nombres de Pecheneg en -coro y nombres de Kirghiz en -coro. Los nombres que terminan en -gur, como Utigur y Onogur y -gir, como Ultingir, son como los nombres túrquicos a los que se añaden las terminaciones indicadas.
Los hunos se llamaban a sí mismos Acatir (griego Akatiroi, Acatiri latino), que Wilhelm Tomaschek consideró que derivaba de Agac-ari, «hombres del bosque», que recuerda a los «bárbaros del bosque» del Shi-Ji. Los Agaj-eri se mencionan en un Diccionario Turco-árabe  AD 1245. El nombre Agac-eri apareció en la historia posterior en Anatolia y Khuzistan (por ejemplo, la ciudad de Aghajari). Maenchen-Helfen rechaza esta etimología sobre la base de que la «g» no es una «k» y no parece haber una regla lingüística para establecer la conexión. Heródoto, sin embargo, menciona a Agathyrsi, a quien Latham conecta con algunos primeros Acatiri en Dacia.
Jordanes coloca la raza más poderosa de los Acatziri , ignorante de la agricultura, que vive de sus rebaños y de la caza al sur de los Aesti (en parte prusianos). Varias fuentes identifican a los búlgaros con los hunos. Otra rama eran los  Saviri, o Sabir . Los candidatos más fuertes para un remanente de los hablantes del idioma Hunnic son los Chuvash, que están en o cerca de la ubicación de los búlgaros del Volga.

## Göktürks
El final de los hunos como una unidad política eurasiática no se conoce. Un punto final simbólico para los hunos del oeste, tal vez para todos los hunos, es la fijación de la cabeza de Dengizich, un hijo de Atila, en una pértiga en Constantinopla en 469. Había sido derrotado en Tracia en ese año por Anagastes, un general godo al servicio del Imperio romano.
Varios pueblos siguieron llamándose hunos aunque actuaran de manera autónoma, como los Sabir. De acuerdo con la «Cambridge History of Early Inner Asia», el último estado en llamarse Hunnic era el «Reino Caucásico de los Hunos», visitado en 682 por un obispo albanés. Muchos de estos pueblos eran túrquicos, pero mientras tanto, otras coaliciones que conducían a imperios túrquicos explícitamente nombrados se habían estado formando en el rango original del Xiong-nu. Su expansión ha sido convencionalmente llamada la «migración turca», pero de hecho los túrquicos ya habían estado «migrando» durante algunos siglos.

### Cinco Hu
El siglo XIV hubo una rebelión con saqueo de las ciudades del norte de China, por el Xiong-nu. Sin embargo, la mayoría de los Xiongnu fueron aniquilados por el estado chino  Ran Wei (350-352) después de la orden de derrocamiento de Ran Min después del final de la guerra Wei-Jie, que aniquiló a tres de las tribus «Cinco Hu». En ese mismo siglo algunos de los Xiong-nu se separaron y se unieron a los Di como los Cinco Hu, o "Cinco Pueblos Bárbaros" (Wu Hu 五胡), como los llamaban los chinos, a los efectos de gobernar el norte de China. Los Cinco Hu fueron los «Xiong-nu», «Jie», «Zhi», «el pueblo de Chiang» y «Xianbei», aunque diferentes grupos de historiadores e historiógrafos tienen sus propias definiciones.

### Rouran y Tie-le
Sin embargo, el nombre chino "tie-le", que se corresponde con "Türük", se usó mucho antes, en el período en que las tribus mongólicas Tuoba y Rouran competían por la hegemonía sobre las estepas mongolas alrededor de los siglos V y VI.

### Tu-jue (túrquicos)
El término Türk o Türküt, que corresponde al nombre chino tu-jue, se utilizó por primera vez como un endónimo en las inscripciones Orkhon de los Göktürks (en inglés: Celestial Turks) de Asia Central. La primera referencia a «túrquicos» (Tujue) aparece en fuentes chinas del siglo VI. La evidencia más temprana de lenguas túrquicas como un grupo separado proviene de las inscripciones de Orkhon de principios del siglo VIII.
La fecha exacta de la expansión inicial desde el principio de la patria sigue siendo desconocida. El primer estado conocido como «turco», que dio su nombre a los muchos estados y pueblos después, fue el de los Göktürks (gök = 'azul' o 'celeste', sin embargo, en este contexto, «gok» se refiere a la dirección «este»: por lo tanto, Gokturks son los túrquicos orientales) en el siglo sexto. El jefe del clan Ashina condujo a su gente desde Li-jien ( Zhelaizhai moderno) hasta Rouran buscando la inclusión en su confederación y protección de China. Su tribu comprendía a famosos herreros y se les concedió un terreno cerca de una cantera de montaña que parecía un casco, del cual obtuvieron su nombre 突厥. Un siglo más tarde su poder había aumentado de tal manera que conquistaron el Rouruan y se dispusieron a establecer un  Imperio Göktürk.
Los búlgaros, los pechenegos, los cumanos, los dingling y los gaoche hablaban la familia de lenguas túrquicas mucho antes de que el  Imperio Göktürk adquiriera importancia. Muchos grupos que hablaban idiomas 'túrquicos' nunca adoptaron el nombre «turco» por su propia identidad. Entre los pueblos que quedaron bajo el dominio de Göktürk y adoptaron su cultura política y lingua-franca, el nombre "turco" no siempre fue la identidad preferida. En otras palabras, no hubo un movimiento unificado hacia el oeste por una cultura bajo una identidad étnica unificada, como la de la conquista mongol de Eurasia bajo el liderazgo político ginggisid. Más bien, lenguas túrquicas -tanto las periféricas, como la rama búlgara y las centrales como las ramas de Oghuz y Karluk-Chagatay -a la deriva hacia el oeste por los movimientos autónomos de diversas tribus y los comerciantes que migran, soldados y gente de la ciudad, superaron en número y asimilación a los pueblos indígenas no túrquicos a lo largo de la migración. Al ser reemplazados en parte por otras familias lingüísticas, estas se han vuelto prominentes en el este, como las lenguas mongólicas en las estepas de Mongolia, las lenguas índicas en la India y el persa en el Irán post- Timurid.

## Uyghurs
Más adelante, los pueblos túrquicos incluyeron (principalmente del siglo VIII), a los uigures, a los kirguises, a los ughuz, a los uzbekos, a los uzbekos, a los ghuzz, etc.) a los túrquicos y a los turcomanos a los Karluks. Como estos pueblos fueron estados fundadores en el área entre Mongolia y Transoxiana, entraron en contacto con los musulmanes y la mayoría adoptó gradualmente el islam . Sin embargo, también había algunos otros grupos de personas túrquicas que pertenecían a otras religiones, incluidos los cristianos, los judíos, los  budistas y los  zoroastrianos.

## Turcomanos

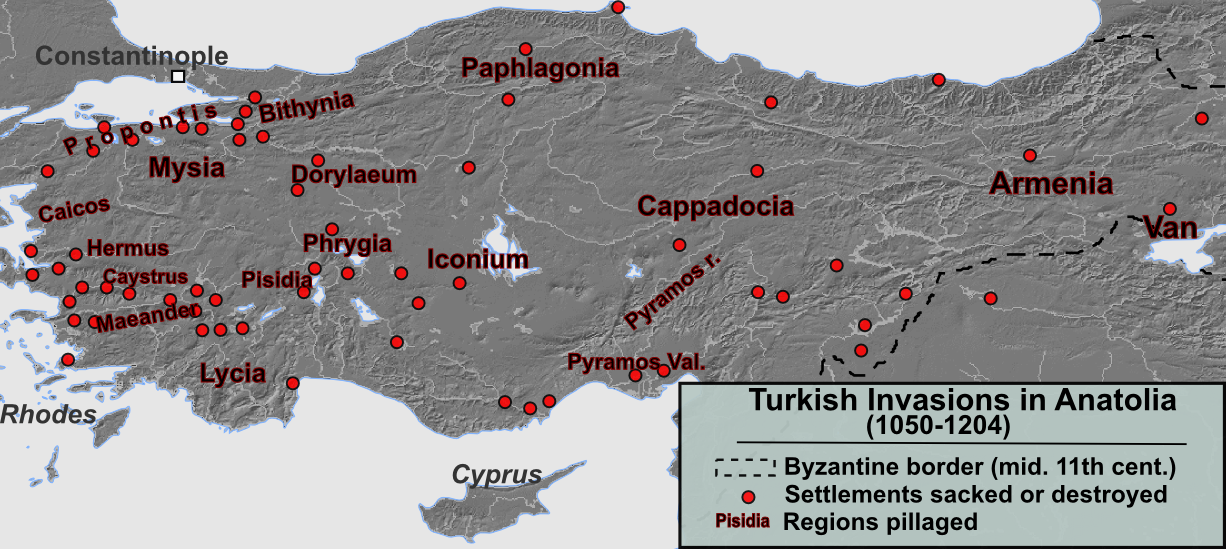
Asentamientos y regiones afectadas durante la primera ola de invasiones túrquicas en Asia Menor (1050-1204)

Mientras que el estado Karakhanid permaneció en este territorio hasta su conquista por Genghis Khan, se formó  un grupo de tribus turcomanas alrededor del núcleo de Oghuz hacia el oeste. El nombre «turcomano» originalmente significaba simplemente "soy turco" en el idioma de las diversas tribus que viven entre los estados Karakhanid y Samanid. Por lo tanto, la conciencia étnica entre algunas tribus, pero no en todas, tanto túrquicas como "turcomanos" en la era islámica llegó mucho después de la caída de los Khanates no musulmanes de Gokturk (orientales y occidentales). El nombre "turco" en la era islámica se convirtió en una identidad que agrupaba a las tribus túrquicas islamizadas en contraposición a las tribus túrquicas que no eran musulmanas (que en su mayoría se han referido como "tártaros", Nación musulmana kazaja y budistas Tuvans. Así, el etnónimo "turco" para las diversas tribus túrquicas islamizadas sirvió de alguna manera para la misma función que el nombre «tayiko» para los diversos pueblos iraníes que se convirtieron al islam y adoptaron el persa como su lingua-franca. Ambos nombres, principalmente, se denominan musulmanes, y en menor medida, lengua común y cultura étnica. Mucho tiempo después de la partida de los turcomanos de Transoxonia hacia el Karakum y el Cáucaso, la conciencia asociada con el nombre "turco" todavía permanecía, como Chagatay y que durante el Período Timurid de Asia Central fue llamado Turquestán y el idioma Chagatay llamado "Turki", a pesar de que las personas solo se referían a sí mismos como " Mughals ", "Sarts", "Taranchis" y " Tajiks ". Este nombre "turco", no era comúnmente utilizado por la mayoría de los grupos de la rama Kypchak, como los kazajos, aunque están estrechamente relacionados con los Oghuz (turcomanos) y Karluks (Karakhanids, Sarts, Uyghurs). Tampoco los búlgaros (Kazan tártaros, Chuvash) y grupos túrquicos no musulmanes (Tuvans, yakutos, Yugurs) se acercan a adoptar el etnónimo "turco" en su sentido de la era islámica. Entre el período Karakhanid, las tribus turcomanas se alzaron con los atabeg  selyúcidas de la tribu Kinik, cuya dinastía se convirtió en un gran imperio islámico que se extendía desde la India hasta Anatolia.
Los  túrquicos soldados en el ejército de los califas abasíes emergieron como los gobernantes de facto de gran parte del Medio Oriente musulmán (aparte de Siria y el norte de África) del siglo XIII. Los Oghuz y otras tribus capturaron y dominaron varios países bajo el liderazgo de la dinastía Seljuk, y finalmente capturaron los territorios de la dinastía Abbasida y el Imperio Bizantino.
Mientras tanto, los kirguises y los uigures luchaban entre ellos y con el imperio chino. El pueblo kirguizo finalmente se estableció en la región que ahora se conoce como Kirguistán. Las hordas de Batu conquistaron a los búlgaros del Volga en lo que hoy es Tatarstán y Kypchaks, al sur de Rusia, siguiendo el barrido occidental de los mongoles en el siglo XIII. Otros búlgaros se establecieron en Europa en los siglos VII y VIII, pero fueron asimilados por los eslavos, dando el nombre a los búlgaros y al idioma eslavo búlgaro.
Fue bajo la soberanía de los selyúcidas que numerosas tribus turcomanas, especialmente las que llegaron a través del Cáucaso vía Azerbaiyán , adquirieron feudos (beyliks) en las áreas recientemente conquistadas de Anatolia, Irak e incluso el Levante. Por lo tanto, los antepasados de la población fundadora de la nación turca moderna estaban más estrechamente relacionados con los grupos turcomanos Oghuz que se asentaron en el Cáucaso y más tarde se convirtieron en la nación azerbaiyana .
Para los tiempos modernos, el nombre "Turquestán" tiene varias definiciones:
1. Tierra de la gente del pueblo de habla turca sedentaria que han sido sujetos del Asia Central Chagatayids, es decir sartos, Asia Central mogoles, Asia Central Timurids, uigures de Turkestán chino y la posterior invasión de los tártaros que llegaron a ser conocidos como los uzbekos. Esta área coincide aproximadamente con "Khorasan" en el sentido más amplio, más Tarim Basin que era conocido como el Turquestán chino. Es étnicamente diverso e incluye patrias de pueblos no túrquicos como los tayikos, pastunes, hazaras, Dungans, Dzungars. Los pueblos túrquicos de la rama de Kypchak, es decir, kazajos y kirguises, normalmente no se consideran "Turquestán", pero también son populosos (como pastores) en muchas partes de Turquestán.

1. Un distrito específico gobernado por un Khan kazako del siglo XVII, en la actual Kazajistán, que era más sedentaria que otras áreas kazajas, y estaba poblado por Sarts que vivían en ciudades